# 050 T PO 5501 à 5525

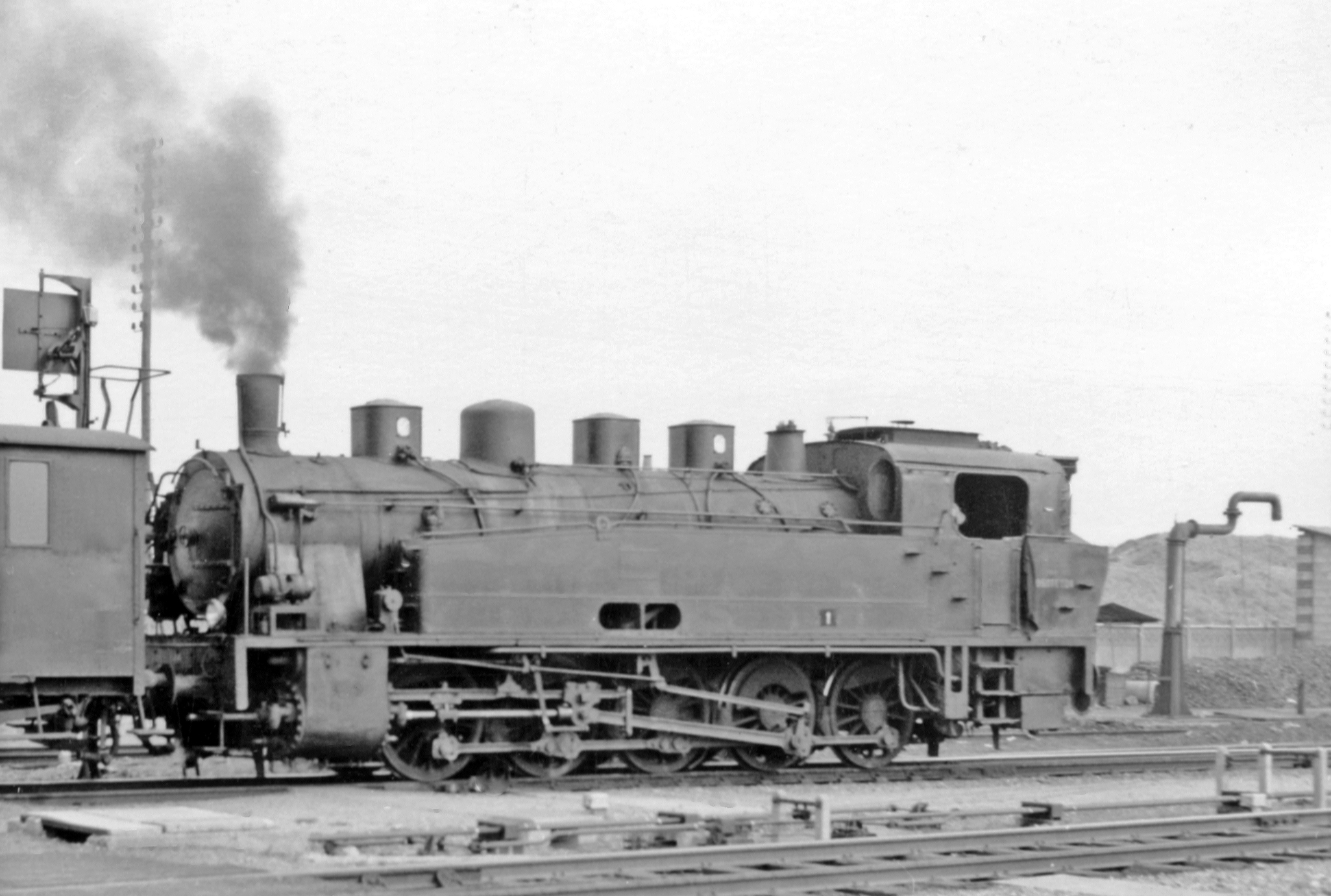
Une 050 TE ex-PO à Calais-Maritime en 1959.

Les 050 numéros 5501 à 5525 sont des locomotives à vapeur de la Compagnie du chemin de fer de Paris à Orléans. Elles étaient des machines à cinq essieux moteurs couplés de disposition d’essieux 050 (ten coupled).

## Genèse
Recherchant une machine capable d'affronter les dures rampes et les courbes de faibles rayons de ses lignes dans le Massif central, la Compagnie du chemin de fer de Paris à Orléans mit en service les mêmes machines que la Compagnie des chemins de fer du Midi, à savoir les 050 T Midi 5001 à 5047 (futures : 4-050 TA 1 à 47 ) inspirées des T16 prussiennes. Cette acquisition était motivée par les très bons résultats obtenus par ces machines au Midi et la mise en service fut faite en 1909.
Ces locomotives furent construites de 1909 à 1914 par :
- la société Berliner Maschinenbau A.G. (Schwartzkopff) située à Berlin pour les 5501 à 5505
- la Société alsacienne de constructions mécaniques pour les 5506 à 5515
- la société Fives-Lille pour les 5516 à 5525

## Utilisation et services
À la fusion de la Compagnie du chemin de fer de Paris à Orléans avec celle du Midi en 1934, les machines prirent les immatriculations : 050-501 à 050-525
La série fut mise au service de route des dures lignes de montagne et aux triages ; elle fut affectée aux dépôts de Juvisy, Paris, Bordeaux, Brétigny, Aurillac, Orléans, Montluçon, Tours, Vierzon, Angoulème et Clermont-Ferrand.
En 1938, à la création de la SNCF, la série fut immatriculée : 4-050 TA 501 à 525 et resta affectée au service de triage et de traction des trains de marchandises.
À partir de cette date commença aussi la mutation de ces machines vers la région Nord car l'électrification progressant elles étaient devenues excédentaires sur la région Sud-Ouest. Lors de leur arrivée sur la région Nord elles furent réimmatriculées : 2-050 TE tout en conservant leur numéro individuel. Sur cette région leurs dépôts furent La Plaine, Calais, Longueau, Cambrai et Boulogne-sur-Mer, et elles ne furent plus qu'affectées aux triages et manœuvres de gares.
En même temps certaines machines furent mutées à la région Sud-Est où elles furent immatriculées : 5-050 TB tout en conservant, comme sur la région Nord, leur numéro individuel. Sur cette région leurs dépôts furent Lyon-Vaise, Saint-Étienne et Ambérieu.

## Description
C'étaient des machines disposant d'un moteur à simple expansion à deux cylindres. La distribution était du type « Heusinger ». Le foyer était de type « Crampton » et l'échappement était fixe de type « Petticoat ». Il fut remplacé en cours de carrière par un de type « Kylchap ». La bielle motrice attaquait le quatrième essieu couplé.

## Caractéristiques
- Pression de la chaudière : 12 kg/cm2
- Surface de grille : 2,73 m2
- Surface de chauffe : ?? m2
- Surface de surchauffe : 44,2 m2
- Diamètre et course des cylindres : 630 mm × 660 mm
- Diamètre des roues motrices : 1 350 mm
- Capacité de la soute à eau : 7,7 m3
- Capacité de la soute à charbon : 4,3 t
- Masse à vide : 62,2 t
- Masse en ordre de marche : 87,5 t
- Masse adhérente : 87,5 t
- Longueur hors tout : 13 m
- Vitesse maxi en service : 55 km/h